# En herre för mycket
En herre för mycket är en amerikansk film från 1940 i regi av Wesley Ruggles. Det är en filmatisering av W. Somerset Maughams pjäs Home and Beauty från 1919. Filmen nominerades till en Oscar för bästa ljud.

## Handling
Vicky gifter om sig efter att hennes make Bill försvunnit till sjöss sedan ett par månader. Mannen i fråga Henry Lowndes var både Bills vän och affärskollega. Men då dyker plötsligt Bill upp igen och Vicky har svårt att välja mellan de två.

## Rollista
- Jean Arthur - Vicky Lowndes
- Fred MacMurray - Bill Cardew
- Melvyn Douglas - Henry Lowndes
- Harry Davenport - George, Vickys far
- Dorothy Peterson - Gertrude Houlihan
- Melville Cooper - Peter
- Edgar Buchanan - McDermott
- Tom Dugan - Sullivan